# William Hazlitt

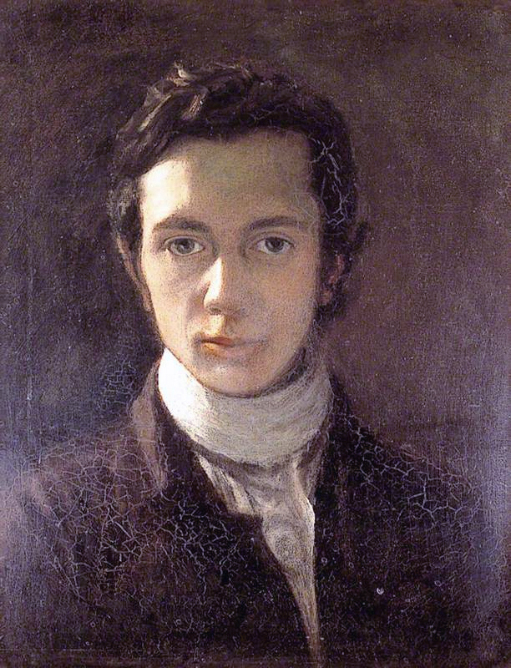
Autorretrato de William Hazlitt

William Hazlitt (10 de abril de 1778 – 18 de septiembre de 1830) fue un escritor inglés célebre por sus ensayos humanísticos y por sus críticas literarias. Se le ha considerado como el crítico literario inglés más importante tras Samuel Johnson. De hecho, los textos de Hazlitt y sus reflexiones sobre las piezas y los personajes de Shakespeare sólo han sido igualados por los de Johnson en cuanto a profundidad, penetración, originalidad e imaginación.

## Vida
Hazlitt procedía de una familia irlandesa protestante, y de una rama que se trasladó durante el reino de Jorge I desde el condado de Antrim a Tipperary. Su padre estudió en la Universidad de Glasgow (donde coincide con Adam Smith), y se licenció hacia 1761. Allí se convirtió en un unitarista, se unió a su ministerio, y se trasladó a Inglaterra. Fue sucesivamente pastor en Wisbech, en Cambridgeshire, en Marshfield en Gloucestershire, y en Maidstone. En Wisbech se casó con Grace Loftus, hija de un granjero. De sus muchos hijos, solo tres sobrevivieron a la infancia.
William, el más joven, nació en Mitre Lane, Maidstone. Desde Maidstone la familia se trasladó en 1780 a Bandon, en Cork; y de Bandon en 1783 a América, donde Hazlitt padre predicó, impartió clases y fundó la primera iglesia unitaria de Boston. En 1786-1787 la familia volvió a Inglaterra y se asentó en Wem, en Shropshire. El hijo mayor, John, ya era bastante mayor para elegir una vocación, y se convirtió en un pintor miniaturista. El segundo vástago, Peggy, también empezó a pintar óleos, como aficionada.
William, con ocho años – un chico cuyos recuerdos de Bandon y América pronto se desvanecieron – estudió en casa y en una escuela local. Su padre lo preparó para el ministerio unitarista y lo envió a un seminario en Londres, Hackney College. Sólo permaneció un año, pero poco después de volver a casa, decidió dedicarse a la pintura, una opción en la que influyó la carrera de su hermano. Compaginó la escritura y la pintura, demostrando que dominaba ambas disciplinas, hasta que las compensaciones de la escritura –monetarias y mentales– superaron a las de la pintura.

### Formación
En 1798 Hazlitt fue presentado a Samuel Taylor Coleridge y William Wordsworth. También se interesó por el arte y visitó a su hermano John, que estudiaba como aprendiz de Sir Joshua Reynolds. Trabó amistad con Charles y Mary Lamb, y en 1808 se casó con Sarah Stoddart, que era amiga de Mary, y hermana de John Stoddart, director de The Times. Vivieron en Winterslow en Salisbury, pero después de tres años se separó de ella y comenzó su carrera en el periodismo.

## Periodismo y ensayos
Trabajó para el Morning Chronicle, Edinburgh Review, The Times, etc. Publicó varios volúmenes de ensayos, incluyendo The Round Table y Characters of Shakespear's Plays, ambos en 1817. Su obra más conocida es The Spirit of the Age (1825), una colección de retratos de sus contemporáneos, que incluía a Lamb, Coleridge, Wordsworth, Lord Byron, Jeremy Bentham, y Sir Walter Scott.

### Ideas revolucionarias
Famoso por no abandonar nunca sus principios revolucionarios, Hazlitt arremetió contra aquellos a los que consideraba 'apóstatas' con el mayor de los rigores, porque entendía su acercamiento al conservadurismo como una traición personal. De ahí que se integrase en el grupo de la llamada escuela cockney junto a otros prosistas como Charles Lamb.
Admiró a Edmund Burke como pensador y escritor pero le acusó de haber perdido el sentido común cuando sus teorías políticas se volvieron más conservadoras. Elogió la poesía de Coleridge y Wordsworth (siguió citando su poesía, en especial la del segundo, mucho después de perder el contacto con los dos). Pero dirigió alguno de sus ataques más ácidos contra ellos por haber sustituido las ideas humanísticas y revolucionarias de su juventud por un apoyo obstinado al «establishment».

### Escándalo
Su crítica más dura la reservó para Robert Southey, un revolucionario convertido en poeta reputado. Tuvo una aventura con Sarah Walker, una doncella de la casa donde se alojaba, que le provocó una especie de apoplejía. Walker publicó toda su correspondencia en un panfleto, Liber Amoris. La prensa conservadora lo aprovechó para destruir su carrera como periodista con un escándalo.

### Pensamiento
Hazlitt avanzó un pensamiento político radical que era proto-socialista, y apoyó con fervor a Napoleón Bonaparte, sobre el que escribió una biografía de cuatro volúmenes.

### Aislamiento social
Tuvo sus admiradores, pero se opuso tan directamente a las instituciones de su época que poco a poco fue desengañándose y retirándose de la vida pública. Murió pobre el 18 de septiembre de 1830. Está enterrado en St. Anne, Soho, Londres.

## Obras
- An Essay on the Principles of Human Action (1805)
- Lectures on the Literature of the Age of Elizabeth and Characters of Shakespear's Plays (1817)
- Lectures on the English Poets (1818)
- Lectures on the English Comic Writers (1819)
- The Spirit of the Age (1825)
- On The Pleasure of Hating (c.1826)
- Liber Amoris (1823)

## Traducciones
- Sobre el sentimiento de inmortalidad en la juventud, 1980, Turner, ISBN 978-84-85137-35-0
- El espíritu de las obligaciones y otros ensayos: una antología, 1999, Alba, ISBN 978-84-89846-64-7
- Textos fugitivos, 2000, Conaculta
- Ensayos sobre arte y literatura, 2004, Espasa-Calpe, ISBN 978-84-670-1394-8
- El placer de odiar, 2009, Nortesur, ISBN 978-84-936834-3-6
- Liber Amoris, 2022, Libros de la vorágine, Santiago de Chile.
- Personajes de Shakespeare.  Edición de Javier Alcoriza Vento. Cátedra. Madrid, 2024. I.S.B.N. 978-84-376-4743-2